# スキップ・リーヴセイ
スキップ・リーヴセイ（Skip Lievsay）は、アメリカ合衆国の映画・テレビの音響編集者、リ・レコーディング・ミキサー、サウンドデザイナーである。コーエン兄弟、マーティン・スコセッシ、スパイク・リー、ジョナサン・デミ、ロバート・アルトマンの作品へ参加している。2014年に映画『ゼロ・グラビティ』でアカデミー賞録音賞を受賞した。

## 受賞とノミネート
| 賞               | 年   | 部門       | 作品名                                            | 結果       |
| ---------------- | ---- | ---------- | ------------------------------------------------- | ---------- |
| アカデミー賞     | 2007 | 録音賞     | ノーカントリー                                    | ノミネート |
| アカデミー賞     | 2007 | 音響編集賞 | ノーカントリー                                    | ノミネート |
| アカデミー賞     | 2010 | 録音賞     | トゥルー・グリット                                | ノミネート |
| アカデミー賞     | 2010 | 音響編集賞 | トゥルー・グリット                                | ノミネート |
| アカデミー賞     | 2013 | 録音賞     | インサイド・ルーウィン・デイヴィス 名もなき男の歌 | ノミネート |
| アカデミー賞     | 2013 | 録音賞     | ゼロ・グラビティ                                  | 受賞       |
| アカデミー賞     | 2018 | 録音賞     | ROMA/ローマ                                       | ノミネート |
| アカデミー賞     | 2018 | 音響編集賞 | ROMA/ローマ                                       | ノミネート |
| 英国アカデミー賞 | 1991 | 音響賞     | 羊たちの沈黙                                      | ノミネート |
| 英国アカデミー賞 | 2008 | 音響賞     | ノーカントリー                                    | ノミネート |
| 英国アカデミー賞 | 2010 | 音響賞     | トゥルー・グリット                                | ノミネート |
| 英国アカデミー賞 | 2013 | 音響賞     | インサイド・ルーウィン・デイヴィス 名もなき男の歌 | ノミネート |
| 英国アカデミー賞 | 2013 | 音響賞     | ゼロ・グラビティ                                  | 受賞       |